# Martie 2014
Acest articol este generat integral pe baza informațiilor din articolul 2014 și este actualizat periodic de un robot.
 Editările făcute în articol vor fi șterse la următoarea actualizare! Dacă doriți să faceți modificări, editați articolul-sursă.

ianuarie -
februarie -
martie -
aprilie -
mai -
iunie -
iulie -
august -
septembrie -
octombrie -
noiembrie -
decembrie
Martie 2014 a fost a treia lună a anului și a început într-o zi de sâmbătă.

## Evenimente

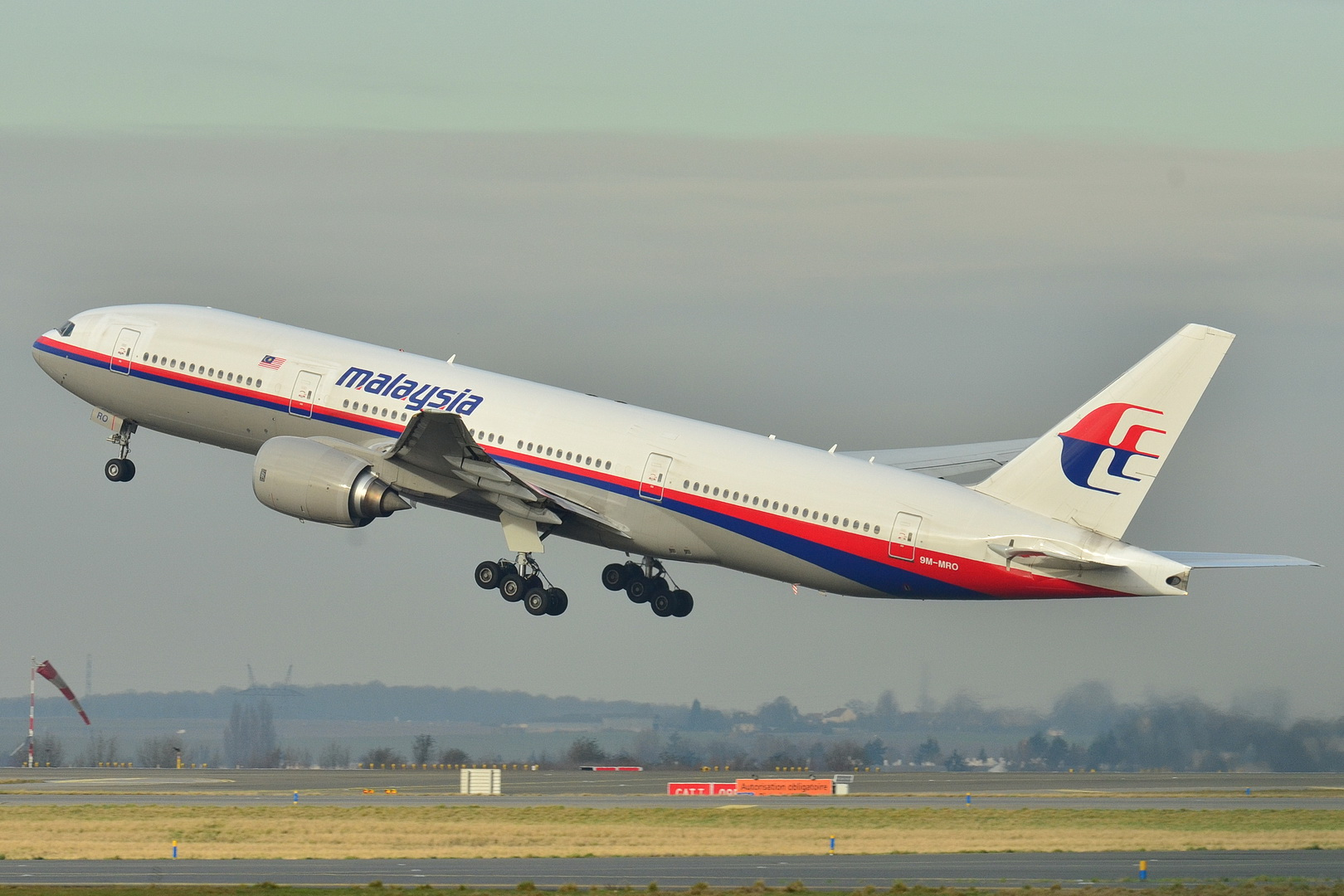
8 martie: Avionul Boeing 777 aparținând Malaysia Airlines, care făcea legatura între Kuala Lumpur și Beijing, cu 239 de persoane la bord, a dispărut de pe radar deasupra Golfului Thailandei.

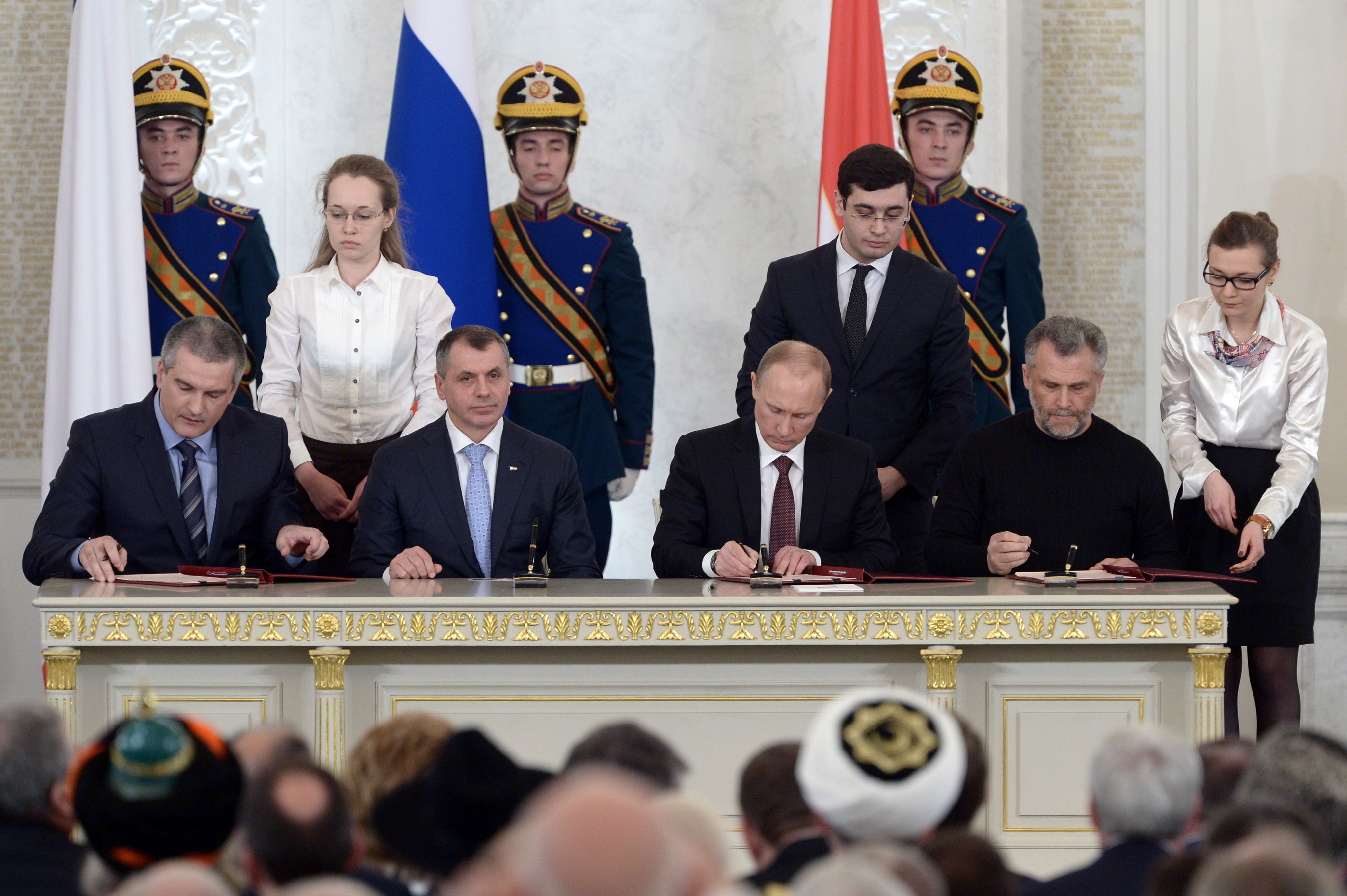
21 martie: Vladimir Putin semnează Tratatul de Alipire a Republicii Crimeea la Rusia.

- 1 martie: Camera superioară a parlamentului rus a aprobat propunerea președintelui Vladimir Putin de a trimite trupe în Crimeea.[1][2][3]
- 2 martie: A 86-a ediție a Premiilor Oscar. Pelicula 12 ani de sclavie obține Premiul Oscar pentru cel mai bun film. Filmului italian La grande bellezza îi este decernat Premiul Oscar pentru cel mai bun film străin. Alfonso Cuarón câștigă Premiul Oscar pentru cel mai bun regizor pentru filmul Gravity. Matthew McConaughey obține Premiul Oscar pentru cel mai bun actor pentru filmul Dallas Buyers Club. Cate Blanchett câștigă Premiul Oscar pentru cea mai bună actriță pentru rolul ei în Blue Jasmine.[4]
- 4 martie: Crin Antonescu demisionează din funcția de președinte al Senatului și cere demisia prim-ministrului Victor Ponta.[5][6]
- 5 martie: Învestirea în funcție a cabinetului Ponta (3).
- 6 martie: La 70 km de Lisabona au fost găsite oase ale celui mai mare dinozaur carnivor care a trăit în Europa - Torvosaurus gurneyi - un animal de 10 metri lungime și probabil 4-5 tone greutate.[7]
- 8 martie: Avionul Boeing 777 aparținând Malaysia Airlines, care făcea legatura între Kuala Lumpur și Beijing, cu 239 de persoane la bord, a dispărut de pe radar deasupra Golfului Thailandei.
- 11 martie: Criza din Crimeea din 2014: Parlamentul din Crimeea a adoptat o declarație de independență față de Ucraina.[8][9]
- 12 martie: Au loc 102 de percheziții domiciliare în 18 județe din România în cadrul Dosarului Mafia Cărnii. Sute de tone de carne au fost retrase de pe piață sau distruse.[10]
- 16 martie: Criza din Crimeea din 2014: În Crimeea are loc un referendum de consultare a populației cu privire la aderarea regiunii la Federația Rusă. Peste 95% dintre participanții la referendum s-au pronunțat pentru aderarea peninsulei Crimeea la Rusia.
- 17 martie: Criza din Crimeea din 2014: Autoritățile separatiste din peninsula ucraineană au declarat "Republica Crimeea" și au cerut alipirea la Rusia.
- 20 martie: Criza din Crimeea din 2014: Uniunea Europeană, Statele Unite și Japonia anunță sancțiuni împotriva Rusiei ca răspuns la anexarea Crimeei.[11][12]
- 21 martie: Criza din Crimeea din 2014: Camera superioară a Parlamentului rus a ratificat tratatul privind alipirea Crimeei la Rusia, la o zi după ratificarea sa de către Camera inferioară, sfidând comunitatea internațională care nu recunoaște acest acord.[13]
- 23 martie: Primul tur al alegerilor locale din Franța.
- 24 martie: După 14 zile de la dispariția avionului Boeing 777 Malaysia Airlines, pe baza analizei prin satelit prezentată de compania britanică Inmarsat, guvernul malaezian a ajuns la concluzia că zborul MH370 s-a prăbușit în Oceanul Indian și nici un pasager nu a supraviețuit.
- 30 martie: Milionarul independent Andrej Kiska a fost ales președinte al Slovaciei.
- 31 martie: Victorie a opoziției de dreapta în alegerile locale din Franța. Extrema dreaptă obține cel mai bun scor din istorie. Parisul va fi condus în premieră de o femeie primar.
- 31 martie: Curtea Internațională de Justiție a Organizației Națiunilor Unite a stabilit că programul Japoniei de vânătoare de balene din Antarctica nu este științific, ci comercial. Conformându-se deciziei, Japonia a revocat vânătoarea anuală de balene din Antarctica, pentru prima dată de mai mult de 25 de ani.[14]

## Decese
- 1 martie: Philippe Ebly, 93 ani, scriitor belgian (n. 1920)
- 1 martie: Alain Resnais, 91 ani, regizor francez de film (n. 1922)
- 1 martie: Alexandru-Viorel Vrânceanu, 87 ani, profesor de silvicultură român (n. 1927)
- 3 martie: William R. Pogue, 84 ani, astronaut american (n. 1930)
- 4 martie: Elaine Kellett-Bowman, 89 ani, politician britanic (n. 1924)
- 8 martie: Alan Rodgers, 54 ani, scriitor american de literatură SF (n. 1959)
- 10 martie: Stephen Fischer-Galați, 89 ani, istoric american de etnie română (n. 1924)
- 11 martie: Doru Tureanu, 60 ani, sportiv român (hochei pe gheață), (n. 1954)
- 12 martie: Florin Șlapac, 61 ani, poet român (n. 1952)
- 13 martie: Ahmad Tejan Kabbah, 82 ani, al 3-lea președinte al statului Sierra Leone (1996-1997 și 1998-2007), (n. 1932)
- 13 martie: Aureliu Manea, 69 ani, regizor român de teatru (n. 1945)
- 14 martie: Roger K. Leir, 79 ani, medic și ufolog american (n. 1934)
- 15 martie: Reșat Amet (Reșat Ametov Medatoviç), 39 ani, erou-martir care a militat pentru cauza etnicilor tătari din Crimeea (n. 1975)
- 15 martie: Scott Asheton (Scott Randolph Asheton), 64 ani, muzician american (The Stooges), (n. 1949)
- 15 martie: Sorin Ioan, 59 ani, general român (n. 1954)
- 18 martie: Lucius Shepard, 66 ani, scriitor american (n. 1943)
- 18 martie: Dokka Umarov, 49 ani, militant islamist cecen (n. 1964)
- 19 martie: Ernest Mühlen, 87 ani, om politic luxemburgez, membru al Parlamentului European (1984-1989), (n. 1926)
- 19 martie: Fred Waldron Phelps, 84 ani, pastor american (n. 1929)
- 20 martie: Hilderaldo Luiz Bellini, 83 ani, fotbalist brazilian de etnie italiană (n. 1930)
- 23 martie: Adolfo Suárez González, 81 ani, prim-ministru al Spaniei (1976-1981), (n. 1932)
- 24 martie: Jean-François Mattéi, 73 ani, scriitor francez (n. 1941)
- 24 martie: Gheorghe Oprea, 72 ani, folclorist, muzicolog și pedagog din România (n. 1942)
- 27 martie: Augustin Pax Deleanu, 69 ani, fotbalist român (n. 1944)
- 27 martie: James R. Schlesinger, 85 ani, economist și funcționar public⁠ american (n. 1929)